# Sayaxché
Sayaxché – miasto i gmina w północnej Gwatemali, w departamencie Petén. Miasto położone jest nad rzeką Pasión, w bezpośrednim sąsiedztwie Parku Narodowego El Rosario. Według danych szacunkowych w 2012 roku liczba ludności miasta wyniosła 16 099 mieszkańców.
Jest siedzibą władz gminy o tej samej nazwie, która w 2012 roku liczyła 114 780 mieszkańców. Gmina obszarowo jest jedną z większych w Gwatemali, a jej powierzchnia zajmuje 3084 km².
W mieście znajduje się stadion Estadio Municipal La Pasión. Swoje mecze rozgrywa na nim klub piłkarski Deportivo Sayaxché.